# Ульянов, Владимир Петрович
Влади́мир Петро́вич Улья́нов (1921 — 1978) — советский волейболист, игрок сборной СССР (1949—1952). Двукратный чемпион мира, двукратный чемпион Европы. Нападающий. Заслуженный мастер спорта СССР (1949).

## Биография
Выступал за ленинградские армейские команды ДКА/ДО/ВММА/ОДО (1945—1955). Трёхкратный серебряный (1947—1949) и трёхкратный бронзовый (1945, 1946, 1950) призёр чемпионатов СССР.
В сборной СССР в официальных соревнованиях выступал в 1949—1952 годах. В её составе: двукратный чемпион мира (1949 и 1952), двукратный чемпион Европы (1950 и 1951). 4-кратный победитель Всемирных студенческих игр (1947, 1949, 1951, 1953).
С 1939 года служил в Красной Армии. Участник Великой Отечественной войны. Воевал в частях ПВО Ленинградского фронта в качестве радиста, командира взвода полка воздушного наблюдения, оповещения и связи. Окончил войну в звании гвардии старший лейтенант. Награждён орденами Красной Звезды, Отечественной войны 2-й степени, медалями «За отвагу», «За боевые заслуги», «За оборону Ленинграда», «За победу над Германией в Великой Отечественной войне 1941—1945 гг.», «За трудовую доблесть» и др.
В начале 1953 года в газете «Советский спорт» был опубликован фельетон на В. П. Ульянова, где указывалось на неоднократные случаи нарушения спортивного режима спортсменом. Спустя 2 недели спортсмен написал в редакцию, что критика был справедливой, признает ошибки и обещает не допускать их впредь.
Скончался в июле 1978 года. Похоронен на Богословском кладбище Санкт-Петербурга.